# Petr Hába
Petr Hába (ur. 6 stycznia 1965 w Gottwaldovie) – czeski szachista i trener szachowy (FIDE Trainer od 2012), arcymistrz od 1997 roku.

## Kariera szachowa
Od połowy lat 80. XX wieku należał do czołówki czechosłowackich, a następnie czeskich szachistów. Czterokrotnie (1988, 1996, 2002, 2004) wystąpił na szachowych olimpiadach oraz dwukrotnie (1989, 1997) w drużynowych mistrzostwach Europy, w roku 1997 zdobywając w Batumi brązowy medal za uzyskany wynik na V szachownicy. Jest czterokrotnym medalistą indywidualnych mistrzostw kraju: dwukrotnie złotym (1996 Turnov, 2002 Ostrawa) i dwukrotnie srebrnym (1991 Bratysława, 1998 Zlin).
Do sukcesów Petra Háby w indywidualnych turniejach międzynarodowych należą m.in.:
- dz. II m. w Debreczynie (1988, za Wasilijem Iwanczukiem, z Josifem Dorfmanem),
- I m. w Pradze (1990, turniej Metro-B),
- dz. II m. w Ostrawie (1991, za Gadem Rechlisem, z Janem Plachetką),
- dz. I m. w Altensteigu (1992, z Andrejem Kawalouem i Siergiejem Kiszniewem),
- dz. II m. w Láznym Bohdancu (1994, za Ianem Rogersem, z Eduardem Meduną i Pavlem Blatnym),
- I m. w Czeskich Budziejowicach (1995),
- I m. w Wattens (1996),
- II m. w Bibinje (2001, za Gyula Saxem),
- I m. w Datteln (2002),
- dz. I m. w Chrudimiu (2003, z m.in. Siergiejem Fedorczukiem),
- dz. I m. w Pilźnie (2003, wraz z m.in. Vlastimilem Jansą),
- I m. w Chrudimiu (2004),
- dz. I m. w Českiej Třebovie (2006).

Najwyższy ranking w karierze osiągnął 1 lipca 1997 r., z wynikiem 2580 punktów dzielił wówczas 104-110. miejsce na światowej liście FIDE, jednocześnie zajmując 2. miejsce (za Zbynkiem Hrackiem) wśród czeskich szachistów.